# Universidad de Çankaya

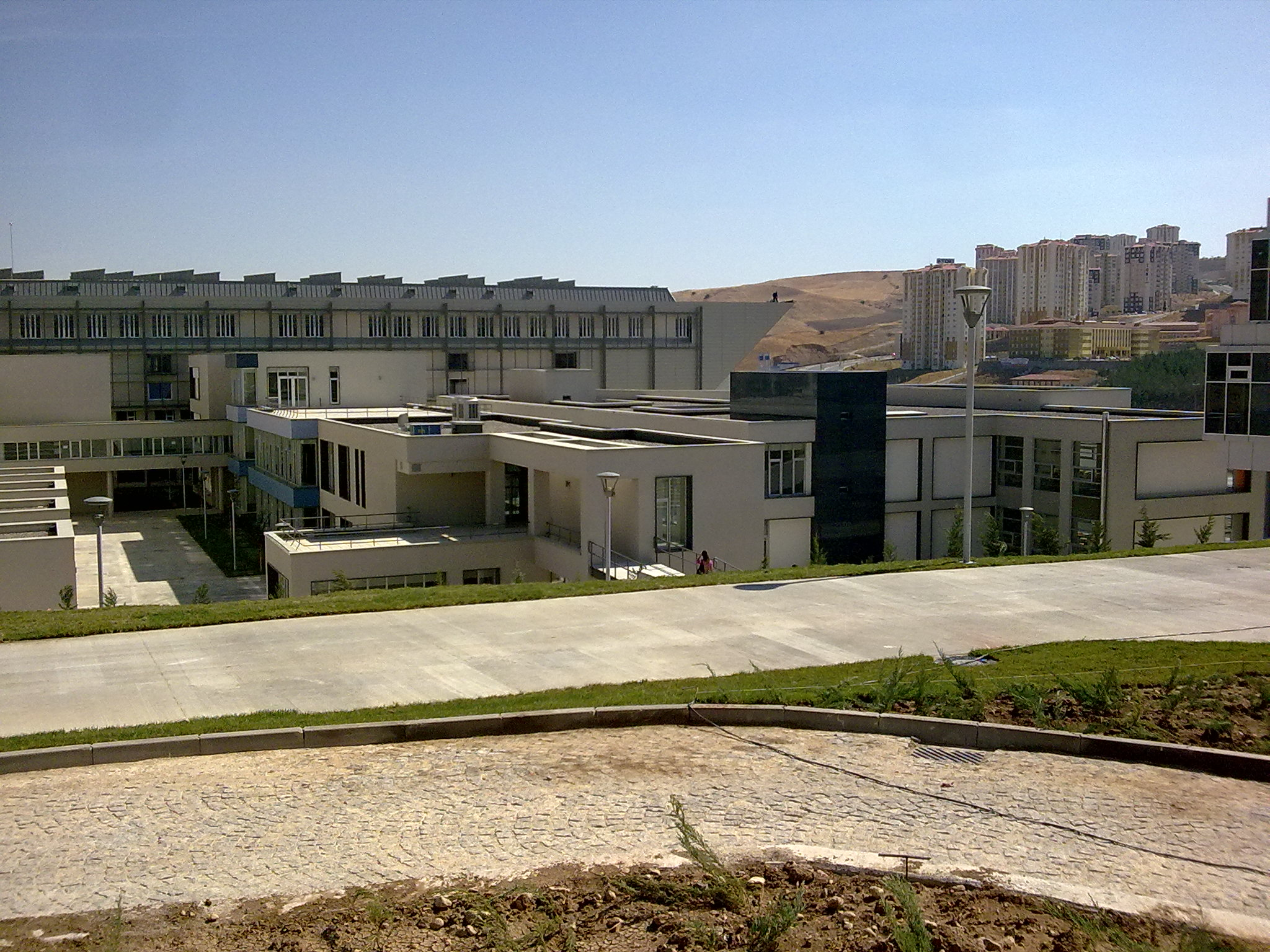
A view of the new campus

La Universidad de Çankaya (En turco: Çankaya Üniversitesi) fue establecida en 27 de agosto de 1997 por La Fundación educacional de Sıtkı Alp, y la universidad comenzó a sus funciones en el otoño del mismo año.

## En el aspecto de la Universidad de Çankaya
"Universidad de Çankaya" es una universidad poseída por una fundación privada en Çankaya Ankara, Turquía. Fue abierta por el expresidente Süleyman Demirel en 1997 y ha crecido rápidamente. En una edad de competición cuando la civilización y la tecnología han alcanzado a su cenit, las fronteras entre las naciones han disminuido y ya son casi invisible. Cada nación se trata de ser el centro de la excelencia. La educación, la educación fiable y eficiente, es indudablemente la base para tal excelencia. Con esta meta en mente, una comunidad de educadores entrenado en las instituciones académicas de la alta reputación por todo el mundo se han instalado. Esta meta es entrenar, los estudiantes de la Universidad de Çankaya en los planes de estudios bien desarrollados directos posibles de la mejor manera de varios campos.
La universidad tiene un campus más pequeño que el promedio de universidades de estado, pero hay un campus nuevo, considerado ser abierto en 2009. El campus nuevo tendrá el área más grande del campus en Ankara después de universidad de METU y de Bilkent. Sin embargo la calidad de la educación alto-se establece y el personal académico es experimentado.
Este año, 2007, el aniversario de la fundación de la universidad será celebrado en banquete relativo a este año del resorte. Se espera que algunos de grandes conciertos sean llevados a cabo por los cantantes turcos famosos del estallido. Pero no hay horario anunciado todavía.

## Facultades y Departamentos
Arte y Ciencias
- Lengua inglesa y literatura
- Matemáticas y computadora
- Traducción e interpretación

Economía y ciencias administrativas
- Economía
- Comercio internacional
- Gerencia
- Ciencias de Políticas y relaciones internacionales

Ingeniería y arquitectura
- Ingeniería de computadoras
- Ingeniería electrónica y de comunicación
- Ingeniería industrial
- Arquitectura interior

Derecho
- Derecho

La Escuela de La Formación Profesional de Çankaya
- Gerencia del comercio internacional

Escuelas graduadas
- Escuela graduada de ciencias naturales y aplicadas
- Escuela graduada de ciencias sociales

Escuela preparatoria 
- Escuela preparatoria (Preparación del inglés )

## Personal
Arte y Ciencias - Decano: Prof. Dr. Emel DOĞRAMACI
- Departamento de Matemáticas y la informática  - Presidente : Prof. Dr. Ahmet ERİŞ
- Departamento de la lengua inglesa y de la literatura - Presidente: Aysu Aryel ERDEN
- Traducción y estudios el interpretar (inglés) - Presidente: Prof. Dr. Gürkan DOĞAN

Facultad de la ingeniería y de la arquitectura - Decano: Prof. Dr. Ziya B. GÜVENÇ
- Departamento de ingeniería de computadora - Presidente: Prof. Dr. Mehmet Reşit TOLUN
- Departamento de ingeniería industrial - Presidente: Fetih YILDIRIM
- Departamento de ingeniería de la electrónica y de comunicación - Presidente: Prof. Dr. Yahya Kemal BAYKAL
- Departamento interior de la arquitectura - Presidente: Prof. Dr. H.Cüneyt ELKER

Economía y facultad administrativa de las ciencias - Decano: Prof. Dr. Ahmet YALNIZ
- Departamento de economía - Presidente: Prof. Dr. F.Dilek ÖZBEK
- Departamento del comercio internacional - Presidente: Assist. Prof. Dr. Ömer YURTSEVEN
- Departamento de la gerencia - Presidente: Prof. Dr. Hasan Isin Dener
- Ciencia política y departamento internacional de las relaciones - Presidente: Assoc. Prof. Dr. Tanel DEMİREL

Facultad de ley - Decano: Prof. Dr. Turgut ÖNEN
- Presidente: Prof. Dr. Erzan ERZURUMLUOĞLU

La Escuela de La Formación Profesional de Çankaya
- Departamento de la gerencia del comercio internacional

Rector
- Prof. Dr. Ziya B. GÜVENÇ

Silla del tablero de administradores
- Sıtkı Alp

## Centros de investigación
- Centro para la investigación y uso en ley
- Centro para la investigación y uso en los estudios de las mujeres
- Centro para la investigación y uso en los principios y la historia revolucionaria de Atatürk
- Centro para la formación permanente, Consulation y el uso